# Vana-Koiola järv
Vana-Koiola järv (järv = See) ist ein natürlicher See in der Gemeinde Põlva im Kreis Põlva auf dem estnischen Festland. Am Ufer des 7,1 Hektar großen Sees liegt das Dorf Vana-Koiola und 32,3 Kilometer entfernt liegt der 3555 km² große Peipussee (Peipsi-Pihkva järv).